# 2号族
2号族（Family 2）とはサラブレッドの血統、特にファミリーナンバーの概念においてバートン・バルブ・メア（Burton Barb Mare、1660年? - 1685年?）の牝系（母系）子孫の事をいう。ミトコンドリアDNAのハプロタイプは7号族,8号族,16号族,17号族と共にD3系統に属している。より大きく見れば3号族,6号族,14号族（いずれもD2）,12号族（D1）と同様、サラブレッドの過半数を占めるD系統に含まれる。D系統はアラブなどの東方種には少なく、イギリス在来馬などのヨーロッパ馬に比較的多く見られるハプロタイプである。
ファミリーナンバーの概念が提唱された19世紀末、いずれもイギリスのクラシック競走であるダービーステークス、オークス、セントレジャーステークスの勝ち馬頭数が2番目に多かったため2号族とされた。なお、当時のジェネラルスタッドブック（1901年発行の第19巻）に記載されている頭数自体は1号族よりも頭数が多く最多の牝系であった。
現在は当時ほどの勢力は持っておらず、2006年までの上記3競走ののべ勝ち数も3号族に並ばれてしまっているが、代表馬として
クルシフィックス、ヴォルティジュール、カーバイン、ザテトラーク、ゲインズバラ、ファーラップ、ノーザンダンサー、シーバード、マイスワロー、セクレタリアト、アレッジド等がおり1号族と比較してかなり豪華な面々が揃っている。日本の競走馬ではディープインパクト、ロードカナロア、ソダシ、レガレイラ、ステレンボッシュ、アーバンシックなどがこの牝系に属している。また、サラブレッドではないため2号族に分類されないが、史上最強のクォーターホースといわれるダッシュフォーキャッシュも同じ牝系の出身である。主要な牝系はアルトヴィスカー（Altoviscar、フェオラ・ハイクレア・タムレット等含む）、アルマームード（Almahmoud、コスマー・ナタルマ等含む）、インペラトリス（Imperatrice、サムシングロイヤル等含む）等。

## 系図（各分枝牝馬まで）
- Burton Barb Mare（1660?） -- F-No.2
  - Dicky Pierson Mare（Dicky Pierson）
    - Old Thornton（Brimmer）
      - Chestnut Thornton（Makeless）
        - Woodcock Thornton（1718, Woodcock）
          - Margery（1730, Partner）
            - Looby Mare（1743, Looby）
              - Phoebe（1755, Tortoise）
                - Ancaster Nancy（1767, Blank）
                  - Squirrel Mare（1775, Squirrel） -- F-No.2-b

        - Lusty Thornton（Croft's Bay Barb）
          - Brown Woodcock（1717, Woodcock）
            - Partner Mare（1731, Partner）
              - Miss Makeless（1737, Y. Greyhound）
                - Traveller Mare（1744, Traveller）
                  - Lass of the Mill（1756, Oroonoko）
                    - Atalanta（1769, Matchem） -- F-No.2-c
                      - Faith（1779, Pacolet）
                        - Marcia（1797, Coriander）
                          - Marciana（1809, Stamford）
                            - Comus Mare（182., Comus）
                              - Peter Lely Mare（1826, Peter Lely） -- F-No.2-w

                        - Vesta（1801, Delpini）
                          - Emma（1817, Don Cossack） -- F-No.2-d
                            - Cervantes Mare（1825, Cervantes）
                              - Chateau Margaux Mare（1832, Chateau Margaux） -- F-No.2-e

                      - Rosalind（1788, Phoenomenon） -- F-No.2-l
                      - Flora（1789, King Fergus）
                        - Zara（1801, Delpini）
                          - Shuttle Mare（1807, Shuttle）
                            - Octaviana（1815, Octavian）
                              - Crucifix（1837, Priam） -- F-No.2-i

                        - Hyacinthus Mare（1804, Hyacinthus） -- F-No.2-f
                          - Treasure（1810, Camillus）
                            - Arachne（1822, Filho da Puta）
                              - Industry（1835, Priam）
                                - Lady Evelyn（1846, Don John） -- F-No.2-g

                            - Leda（1824, Filho da Puta）
                              - Martha Lynn（1837, Mulatto） -- F-No.2-h
                                - Eulogy（1843, Euclid）
                                  - Imperieuse（1854, Orlando） -- F-No.2-j
                                  - Imperatrice（1859, Orlando） -- F-No.2-k

                - Lass of the Mill（1745, Traveller） -- F-No.2-m
                  - Cade Mare（1756, Cade）
                    - Engineer Mare（1770, Engineer）
                      - Alfred Mare（1775, Alfred）
                        - Highflyer Mare（1780, Highflyer）
                          - Alexander Mare（1790, Alexander） -- F-No.2-n
                            - Bronze（1803, Buzzard）
                              - Clinker Mare（1816, Clinker）
                                - Langar Mare（1837, Langar）
                                  - Gardham Mare（1845, Gardham）
                                    - Rigolboche（1861, Rataplan）
                                      - Mabille（1868, Parmesan） -- F-No.2-o

                              - Miss Chantrey（1818, Clinker） -- F-No.2-p

                            - Orville Mare（1809, Orville） -- F-No.2-s
                            - Election Mare（1814, Election） -- F-No.2-r

                - Miss Cade（1750, Cade）
                  - Cullen Arabian Mare（1756, Cullen Arabian）
                    - Old England Mare（1766, Old England） -- F-No.2-t
                      - Manilla（1777, Goldfinder）
                        - Miss Judy（1784, Alfred）
                          - Stamford Mare（1805, Stamford）
                            - Electress（1819, Election）
                              - Splitvote（1841, St. Luke） -- F-No.2-u

          - Ringbone（1732, Partner） -- F-No.2-a